# Birštonas (plaats)
Birštonas is een stad in het zuiden van Litouwen en ligt aan de rivier de Memel. Het kreeg stadsrechten in 1966 en staat bekend om zijn kuuroorden.